# Желязната реколта
Желязната реколта (на френски: récolte de fer) е прозвището, дадено на падналите боеприпаси и други метални отломки (телени огради, куршуми, снаряди и пръти за подпомагане на изкопите), които се събират всяка година в полета на отминалите битки от Първата световна война във Франция и Белгия, особено след оран. Тази фраза се използва и за описание на остатъчните боеприпаси по всички бойни полета след големи битки и войни.
Броят на депата във Франция и Белгия е изключително голям и представлява голяма опасност за здравето и околната среда. Очаква се тяхното събиране и неутрализиране да продължи още много години.